# Mathieu Heijboer
Mathieu Heijboer (Dordrecht, 4 februari 1982) is een Nederlands voormalig wielrenner. In 2004 en 2005 heeft hij voor de opleidingsploeg van de Rabobank-formatie gereden. Daarvoor reed hij bij de Löwik-Tegeltoko ploeg. Sinds 2006 reed hij bij de profs voor de Franse Protour formatie Cofidis. In 2008 staakte hij zijn loopbaan vanwege aanhoudend blessureleed.
Direct na zijn wielercarrière ging hij aan de slag als trainer bij het Rabobank Continental-team. Toen deze ploeg in 2016 ophield te bestaan, werd hij trainer bij Team LottoNL-Jumbo. Hij heeft de opleiding bewegingswetenschappen gevolgd aan de Universiteit Maastricht.

## Belangrijkste overwinningen
2002
- GP Wielerrevue

2005
- Proloog Boucles de la Mayenne

## Resultaten in voornaamste wedstrijden
| Jaar | Ronde van Italië | Ronde van Frankrijk | Ronde van Spanje |
| ---- | ---------------- | ------------------- | ---------------- |
| 2007 | opgave           |                     |                  |
| 2008 |                  |                     |                  |

| Jaar | Milaan-San Remo | Gent-Wevelgem | Ronde van Vlaanderen | Parijs-Roubaix |
| ---- | --------------- | ------------- | -------------------- | -------------- |
| 2007 | 147e            |               | opgave               | 82e            |
| 2008 |                 | 162e          |                      | 92e            |